# سیارک ۳۱۶۶۴
سیارک ۳۱۶۶۴ (به انگلیسی: 31664 Randiiwessen، نامگذاری:1999JR2) سی و یک هزار و ششصد و شصت و چهارمین سیارک کشف شده‌است که در ۸ مه ۱۹۹۹ کشف شد.